# Francisco de Carvajal
Francisco López Gascón (Rágama de Arévalo, Corona de Castilla, 1464 - Llanura de Jaquijaguana, cerca del Cuzco, Virreinato del Perú, 10 de abril de 1548), conocido como Francisco de Carvajal o Francisco Carbajal, fue un conquistador español que actuó en la Nueva España y en el Perú, y durante la guerra civil entre los conquistadores de este último territorio.
Fue un gran estratega, incansable soldado aún durante los años de su vejez, y a la vez hombre muy cruel y sarcástico, por lo que fue conocido como «el demonio de los Andes». Se rebeló contra el monarca español y sus autoridades enviadas a América, e infligió un sinnúmero de derrotas a los oficiales españoles leales al rey, siendo finalmente derrotado en la batalla de Jaquijahuana. Poco después fue apresado y ejecutado en la horca, teniendo entonces 84 años de edad.

## Biografía

### Origen familiar y primeros años de vida
Francisco de Carvajal había nacido en Rágama de la Tierra de Arévalo, perteneciente a la Extremadura castellana que formaba parte de la Corona de Castilla, siendo sus padres Bartolomé Gascón y Catalina López.
Aunque sus padres eran villanos, fue enviado a estudiar a la Universidad de Salamanca, pero se dedicó a la vida disipada y retornó a su hogar con gran escándalo, acompañado de un mozo llamado Moreta, una ramera, una vihuela, una mula y una mona, por lo cual fue expulsado de su casa y desheredado.

### Carrera de las armas
Se enroló en las tropas destinadas a Italia, al mando del Gran Capitán, participando como alférez en la batalla de Rávena en 1512. Fue después criado del cardenal Bernardino de Carvajal, de quien tomó el apellido. Siguió estudios eclesiásticos y llegó hasta clérigo de Evangelio, pero pronto abandonó la carrera religiosa, logrando anular sus votos.
Algunos autores mencionan que tomó parte en la batalla de Pavía, memorable encuentro donde fue derrotado y capturado el rey de Francia Francisco I en 1525; y luego en el llamado Saco de Roma en 1527, a las órdenes del condestable Carlos III, octavo duque de Borbón, acciones todas donde se destacó por su valor. Sobre dicho episodio en Roma cuenta el Inca Garcilaso de la Vega que Carvajal se mantuvo peleando hasta el fin de la lucha, como buen soldado que era, mientras que otros se dedicaban al saqueo.
Al final vio que no quedaba ya nada de qué apropiarse en la ciudad y entonces se le ocurrió llevarse el copioso archivo de uno de los principales notarios de la ciudad, haciéndolo cargar sobre acémilas. El notario, que no imaginaba que alguien podría robarle su archivo, valioso solo para él, hizo pesquisas para encontrarlo. Enterado Carvajal fue y le devolvió los documentos, a cambio de un rescate de más de mil ducados; con dicho dinero emprendió viaje al Nuevo Mundo.

### Viaje a la América española
Atraído, pues, por las conquistas indianas, pasó a la Nueva España, acompañado por la viuda Catalina de Leitón, con quien se casó a instancias del virrey Antonio de Mendoza. 
Permaneció algún tiempo en el virreinato novohispano y luego pasó al Perú en circunstancias oscuras. Se cree que llegó en los contingentes que fueron enviados por el virrey de la Nueva España en auxilio del gobernador Francisco Pizarro, acosado entonces por la rebelión indígena de Manco Inca en 1536.
Destinado a la villa de La Plata de la Nueva Toledo en la nominal provincia de Charcas —actual Bolivia— Carvajal hizo su marcha por la costa y entró en Arequipa, donde por no conocer a nadie permaneció algunas horas en la intemperie con su esposa y tres criados.
Reprimida la rebelión de Manco Inca, Pizarro recompensó los servicios de Carvajal con una encomienda en la jurisdicción de Cuzco. Llegó a ser alcalde de dicha ciudad en 1541. Ya por entonces tenía fama de gran soldado.

### Durante la guerra de Chupas

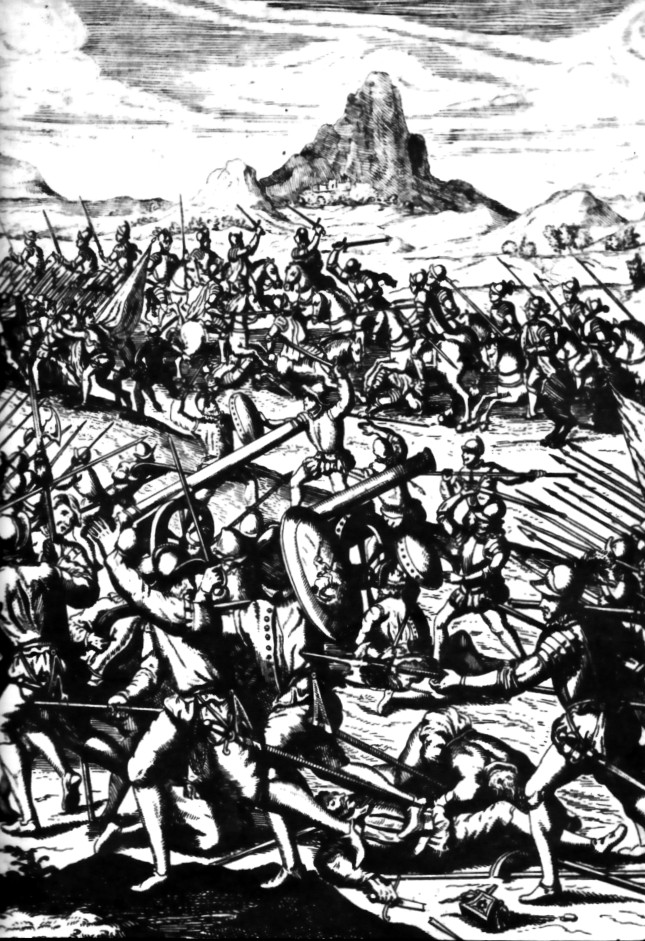
Batalla de Chupas

Al comenzar las guerras civiles entre los conquistadores, se mantuvo fiel al Rey contra los rebeldes almagristas. No obstante, por un momento estos lo presionaron para que aceptara a Diego de Almagro el Mozo como gobernador del Perú en 1541. Sin embargo, en la primera ocasión volvió al bando realista y se plegó al capitán Perálvarez Holguín, con el que marchó a Huaylas, uniéndose allí al ejército de Cristóbal Vaca de Castro, quien lo hizo su sargento mayor.
Como tal concurrió a la batalla de Chupas el 16 de septiembre de 1542, haciéndose célebre en ella porque ante los estragos causados por los cañones enemigos se le ocurrió ir a capturarlos, para lo cual se bajó de su cabalgadura, se quitó el morrión y las coracinas, y se lanzó al ataque a pie, alentando a voces a los suyos, diciéndoles que arriesgaran sus cuerpos, pues él, por ser gordo, lo arriesgaba el doble. Esta bizarra actuación decidió la victoria sobre los almagristas. Regresó al Cuzco con “fama de hombre viejo y claro ingenio, conocedor de las cosas de la guerra y gran habilidad política.”

### Frustrado intento de volver a España
Viéndose rico y temiendo perderlo todo en las disputas entre conquistadores, decidió regresar a España. Ya por entonces era fama que las encomiendas de los conquistadores no serían heredadas por sus hijos en virtud de lo dispuesto en las Leyes Nuevas. 
Carvajal se presentó ante el gobernador Vaca de Castro y le hizo presente que retornaba a España a descansar, por lo que se ofrecía a llevarle cartas al rey e incluso a presentarse ante este como procurador para demostrarle lo contraproducente que era imponer a la fuerza el cumplimiento de las Leyes Nuevas. Vaca de Castro aceptó, pero antes lo envió a Lima, donde se le entregarían ciertos documentos antes de embarcarse en el puerto del Callao.
Pero como allí las autoridades lo retuvieran maliciosamente, Carvajal tomó a su mujer y sus criados y se marchó al sur en busca de un navío que lo llevase a Panamá o México, ya que los atracados en el Callao estaban retenidos. Gonzalo Pizarro, que se hallaba en el Cuzco haciendo planes para la Gran Rebelión, al saber que Carvajal quería irse del Perú, mandó a traerlo. Dicen que fue entonces cuando, mirando al cielo, Carvajal juró quedarse en el Perú, pero que su nombre sería recordado por la posteridad. Ya por entonces había llegado al Perú el virrey Blasco Núñez Vela con la firme intención de hacer cumplir las nuevas leyes.

### Maestro de campo pizarrista
Carvajal abrazó la causa de los encomenderos rebeldes junto a Gonzalo Pizarro, quien le hizo su maestre de campo. Al frente de un nutrido ejército salieron del Cuzco y marcharon a Lima. Mientras tanto los oidores de la Audiencia de Lima apresaban al virrey y lo embarcaban rumbo a España.
Carvajal se adelantó y entró en Lima, donde hizo ahorcar a tres prominentes vecinos: Pedro del Barco, Juan de Saavedra y Martín de Florencia. Luego se produjo la entrada triunfal de Gonzalo, el 28 de octubre de 1544. Presionados por Carvajal, los oidores reconocieron a Pizarro como Gobernador.
Cuando el Virrey Núñez Vela reapareció por el norte, avanzando hasta Piura, Carvajal marchó en su persecución, pero extrañamente lo dejó replegarse hasta Quito a pesar de que ya casi lo tenía en sus manos. Se dijo que lo hacía para prorrogar la guerra y obtener así mayor ganancia. Esto enojó sobremanera a Gonzalo Pizarro, que se dice que estuvo a punto de hacerlo decapitar.
Lo cierto es que en vísperas de la batalla de Iñaquito, donde sería derrotado y muerto el virrey, Gonzalo Pizarro nombró a Carvajal capitán general del Ejército del Sur, con órdenes de partir hacia Charcas, donde el capitán Diego Centeno había levantado un ejército para apoyar la causa realista. Muy contrariado, Carvajal se dirigió hacia el sur acompañado de un contingente de doce hombres, que fueron engrosándose a lo largo del trayecto. 
El cronista Francisco de Jerez afirma que el maese ya tenía fama de “mala y cruel condición, que por cualquier sospecha mataba a quien le parecía que no le estaba muy sujeto”. Fue una suerte para los realistas apresados en Iñaquito (entre los que se contaban Sebastián de Benalcázar y Francisco Hernández Girón) que el severo Carvajal no estuviese allí, pues sin duda todos ellos habrían sido ejecutados.
En Piura ahorcó a Francisco Hurtado y obligó a los vecinos a entregarle dineros. Igualmente, en Trujillo logró que se le entregaran 2.000 ducados y requisó cabalgaduras, enrolando además a 40 soldados. Llegó a Lima a fines de octubre de 1545, donde aumentó más sus fuerzas y "robó las cajas del Rey, de los difuntos y de los depósitos públicos". Continuó su marcha hacia Huamanga, donde ahorcó a un grupo de soldados acusados de querer atentar contra su vida, haciendo además más requisas de dinero.
Regresó intempestivamente a Lima, donde tomó más dineros y caballos, para enseguida partir, haciendo previamente bendecir sus banderas cuyos campos intituló así: “El Felicísimo Ejército de la Libertad contra el tirano Diego Centeno”. Pero esta vez no siguió el camino directo de la sierra, sino que atravesó los arenales del sur, hasta Nasca, para luego adentrarse recién a la sierra, llegando a Abancay. Se juntó con el grueso de sus tropas antes de pasar al Cuzco, donde entró con banderas desplegadas y el tambor batiente, lo que disgustó a Alonso de Toro, teniente de gobernador general del Cuzco, ya que le tenía inquina porque Carvajal le había suplantado en el puesto de maestre de campo. En la ciudad imperial Carvajal ahorcó a cuatro vecinos y cometió otras atrocidades. 
Con un ejército de más de 300 soldados, Carvajal salió del Cuzco, en persecución de Centeno, hasta llegar al altiplano. Centeno no se atrevió a presentar batalla a tan feroz e infatigable adversario, dado que sus fuerzas eran comparativamente más reducidas; sin embargo, ambos se toparon en Paria, cerca de Oruro en abril de 1546. Centeno se limitó a subir a un cerrillo con 40 arcabuceros, desde donde gritó a viva voz invitando a los soldados de Carvajal a pasarse al bando del Rey. Pero ninguno de ellos le hizo caso. Centeno tuvo entonces que escabullirse a duras penas, perseguido muy de cerca por Carvajal, hasta que, tras hacer un largo recorrido, llegó a Arequipa.
De allí pasó a Quilca, donde finalmente decidió disolver sus maltrechas tropas, y estuvo escondido en una cueva durante un año, a merced de la caridad de los indios. Así fue derrotado y humillado Centeno. Mientras que Carvajal, luego de permanecer un tiempo en Arequipa (donde se salvó de morir aplastado a causa de un fuerte temblor), volvió a Charcas.
El siguiente rival que enfrentó Carvajal fue el realista Lope de Mendoza, quien con 25 amigos se había aliado con el capitán Nicolás de Heredia que volvía de la entrada de Tucumán con 125 soldados. Carvajal los desbarató en la batalla de Pocona —entre junio y julio de 1546— e hizo un cruel escarmiento: Mendoza y Heredia fueron decapitados, además de otros que tuvieron la desventura de ser apresados. Enseguida entró triunfalmente en la villa de la Plata y volvió a realizar otro ajusticiamiento masivo de realistas.
Recogió también la plata de Porco y Potosí, cuyas minas acababan de descubrirse. Fue entonces cuando se le llamó «El demonio de los Andes», pues su figura infundía terror a todos. Sus soldados le seguían fielmente aunque sufrieran su maltrato y los realistas temían sus venganzas, que eran muy crueles. Pero se mostraba más cruel con los llamados «tejedores», es decir, aquellos que militaban en uno y otro bando de acuerdo a las veleidades políticas. Tenía 80 años de edad, podía cabalgar días enteros y luego dormir a la intemperie junto con sus soldados.

### Derrotado en Jaquijahuana y sentenciado a muerte

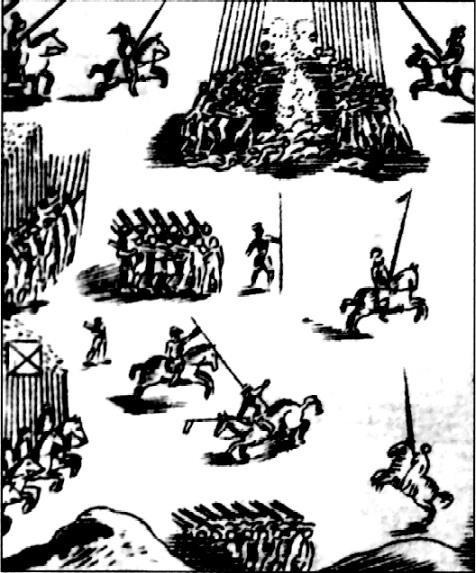
Batalla de Jaquijahuana (9 de abril de 1548).

Al llegar el Pacificador Pedro de la Gasca con la promesa de la revocación de las ordenanzas causantes del descontento y el perdón para los rebeldes que se entregaran, surgieron desacuerdos entre Carvajal y Gonzalo Pizarro. Carvajal opinó que lo más sensato era aceptar la oferta del Rey, a lo que se opusieron otros consejeros de Gonzalo, como el famoso oidor Diego Vázquez de Cepeda. Finalmente la opinión de Carvajal fue desechada.
Pese a todo Carvajal siguió al lado de Pizarro. Tuvo otro momento de gloria cuando derrotó a su porfiado adversario Diego Centeno en la batalla de Huarina el 20 de octubre de 1547, donde su arcabucería, equipada por él mismo, causó estragos en las fuerzas enemigas, decidiendo el desenlace a su favor. Pero a esas alturas el bando gonzalista se hallaba ya desmoralizado y muchos desertaron para sumarse a las fuerzas realistas de La Gasca, que había establecido su campamento en Jauja.
Al final el ya mermado ejército de Gonzalo y Carvajal se encontró con el ejército de La Gasca en las cercanías del Cuzco. Se libró la batalla de Jaquijahuana el 9 de abril de 1548, pero más que batalla fue una escaramuza breve donde se produjo una enorme desbandada de los rebeldes, que se pasaron al campo realista. Conservando su característico humor aun en tal instante, Carvajal se puso a canturrear: “Estos mis cabellicos, maire, / uno a uno se los lleva el aire”.
Pizarro se entregó, mientras que Carvajal huyó, pero su caballo tropezó en una ciénaga, cayendo entonces y quedando una de sus piernas aprisionada por el peso del animal. Aprovechando esa situación, lo capturaron sus propios hombres y lo entregaron a La Gasca, quien encomendó su proceso al oidor Andrés de Cianca y al capitán Alonso de Alvarado. 
Gonzalo Pizarro y Francisco de Carvajal fueron declarados culpables del delito de rebelión contra la autoridad real y sentenciados a muerte. La sentencia se cumplió en el mismo campo de batalla, el día 10 de abril. A Gonzalo, por ser hidalgo, lo decapitaron, y a Carvajal, por ser villano, lo ahorcaron, aunque previamente, para mayor escarnio, lo arrastraron por el campo metido en una petaca o canasta tirada por un caballo. Se dice que en tal situación Carvajal se puso a canturrear: “Niño en cuna / qué fortuna / qué fortuna / niño en cuna”. 

## La demonización de Carvajal y demás pizarristas en el Perú
El cadáver de Carvajal fue descuartizado y sus miembros repartidos por todos los caminos del Perú. Su cabeza y la de Gonzalo fueron puestas en una picota dentro de una jaula y exhibidas a perpetuidad en la Plaza Mayor de Lima. Años después se sumó al conjunto la calavera de Francisco Hernández Girón, otro rebelde ajusticiado.
En 1563 todos estos cráneos fueron robados, según lo cuenta el tradicionista Ricardo Palma. La casa de Carvajal en Lima fue allanada y su terreno sembrado de sal, y allí se colocó una lápida de mármol como recordatorio. Durante mucho tiempo la fama de crueldad de Carvajal permaneció en el recuerdo de los habitantes de Lima, y dícese que las ancianas se persignaban cada vez que pronunciaban el nombre del «demonio de los Andes».

## Descripción de Carvajal por Agustín de Zárate
Era hombre de mediana estatura, muy grueso y colorado, diestro en las cosas de la guerra, por el gran uso que de ella tenía. Fue mayor sufridor de trabajo que requería su edad, porque a maravilla no se quitaba las armas de día y de noche, y cuando era necesario tampoco se acostaba ni dormía más de cuanto, recostado en una silla, se le cansaba la mano en que arrimaba la cabeza. Fue muy amigo de vino; tanto que cuando no hallaba de lo de Castilla, bebía de aquel brebaje de los indios más que ningún otro español que se haya visto. Fue muy cruel de condición; mató mucha gente por causas muy livianas, y algunos sin ninguna culpa, salvo por parecerle que convenía así para conservación de la disciplina militar, y a los que mataba eran sin tener de ellos ninguna piedad, antes diciéndoles donaires y cosas de burla, y mostrándose con ellos muy bien criado y comedido. Fue muy mal cristiano, y así lo mostraba de obra y de palabra.